# Kallfors
Kallfors är en bebyggesle i Södertälje kommun i Stockholms län. Orten har vuxit fram under 2000-talet som ett villaområde drygt 1,5 kilometer norr om Järna. Området närmast golfklubben bröts 2015 ur Järna tätort och bildade en ny separat tätort, av SCB benämnd Kallfors. 2018 växte tätorten Östra Kallfors samman med Kallfors. 

## Befolkningsutveckling
| Befolkningsutvecklingen i Kallfors 2015–2020                              | Befolkningsutvecklingen i Kallfors 2015–2020 | Befolkningsutvecklingen i Kallfors 2015–2020 | Befolkningsutvecklingen i Kallfors 2015–2020 | Befolkningsutvecklingen i Kallfors 2015–2020 |
| ------------------------------------------------------------------------- | -------------------------------------------- | -------------------------------------------- | -------------------------------------------- | -------------------------------------------- |
|                                                                           |                                              |                                              |                                              |                                              |
| År                                                                        |                                              |                                              | Folkmängd                                    | Areal (ha)                                   |
| 2015                                                                      | 2015                                         |                                              | 563                                          | 55                                           |
| 2018                                                                      | 2018                                         |                                              | 1 404                                        | 142                                          |
| 2020                                                                      | 2020                                         |                                              | 1 539                                        | 146                                          |
| Anm.: Ny tätort 2015. Utbruten ur Järna. Sammanvuxen Östra Kallfors 2018. |                                              |                                              |                                              |                                              |